# Sébastien Haller
Sébastien Romain Teddy Haller (født 22. juni 1994) er en fransk-ivoriansk professionel fodboldspiller, som spiller for Eredivisie-klubben FC Utrecht, hvor han er lånt til fra Borussia Dortmund, og Elfenbenskystens landshold.

## Klubkarriere

### Auxerre
Haller begyndte sin karriere hos AJ Auxerre, hvor han gjorde sin professionelle debut i 2012.

### Utrecht
Haller blev i januar 2015 udlejet til FC Utrecht. Haller imponerede på lån, og aftalen blev gjort permanent i maj af samme år.

### Eintracht Frankfurt
Haller skiftede i maj 2017 til Eintracht Frankfurt på en fast aftale. I 2018-19 sæsonen scorede han 15 mål og assisterede 9, som betød han var direkte involveret i 24 sæsonmål. Kun Robert Lewandowski med 29 havde flere direkte mål involveringer i Bundesligaen i denne sæson.

### West Ham United
Haller skiftede i juli 2019 til West Ham United. Med en pris på 45 millioner pund blev han den dyreste transfer i klubbens historie. Det lykkedes dog aldrig Haller at imponere hos West Ham, og han forlod efter bare 18 måneder.

### Ajax
Haller skiftede i januar 2021 til Ajax, hvor han blev genforenet med sin tidligere træner hos Utrecht Erik ten Hag. Med en pris på 22,5 millioner euro blev han også nu Ajax' dyreste transfer nogensinde.
I Champions League 2021-22 sæsonen, satte han rekorden for hurtigste spiller nogensinde til at score 10 mål i turneringen, og den første spiller til at score i hver eneste kamp i gruppespillet. Han sluttede også 2021-22 sæsonen som topscorer i Eredivisie med 21 sæsonmål.

### Borussia Dortmund
Efter en halvanden sæson hos Ajax, skiftede Haller i juli 2022 til Borussia Dortmund. Bare få dage senere måtte han dog trække sig fra klubbens træningslejr, efter at han opdagede en tumor på hans testikel, og han blev herefter diagnosticeret med testikelkræft. Han undergik herefter to operationer og kemoterapi, før han vendte tilbage til klubben i januar 2023.
Haller fik sin debut for Dortmund den 22. januar 2023 i en kamp imod Augsburg. Han scorede sit første mål for klubben den 4. februar i en kamp imod Freiburg.

#### Lejeaftaler
Haller blev i august 2024 udlejet til Leganés for 2024-25 sæsonen. I en halv sæson med klubben lykkedes det ham dog ikke at score et eneste mål, og lejeaftalen blev som resultat afbrudt i januar 2025. Han blev med det samme udlejet igen, denne gang tilbage til hans tidligere klub Utrecht.

## Landsholdskarriere

### Frankrig
Haller har repræsenteret Frankrig på samtlige ungdomslandshold.

### Elfenbenskysten
Haller skiftede i november 2020 til Elfenbenskystens landshold, hvilke han kunne igennem sin far, som kommer fra landet. Han debuterede for landshold den 12. november 2020.

## Titler
Eintracht Frankfurt
- DFB-Pokal: 1 (2017-18)

Ajax
- Eredivisie: 2 (2020-21, 2021-22)
- KNVB Cup: 1 (2020-21)

Elfenbenskysten
- Africa Cup of Nations: 1 (2023)

Individuelle
- FC Utrecht Årets spiller: 1 (2015)
- Eredivisie topscorer: 1 (2021-22)